# گرافیک کر نکست
گرافیک کر نکست (انگلیسی: Graphics Core Next) با نام کوتاه‌شدهٔ GCN جی‌سی‌ان، عنوان اسم رمز و مجموعه دستورالعمل برای دو مجموعه از ریزمعماری پردازشگرهای نسل جدید است. جی‌سی‌ان توسط شرکت ای‌ام‌دی و برای کارت‌های گرافیک رده‌بالای این شرکت، بسط و گسترش داده شده است و ادامه‌دهندهٔ فناوری پیش‌تر یعنی تراسکال است. گرافیک کر نکست تا پنج نسل ارتقا یافت و سپس با ریزمعماری آر.دی.ان.ای جایگزین شد 